# داوود عابدی
داوود عابدی (زادهٔ یک تیر ۱۳۵۴ تهران) گوینده و مجری اهل ایران است، که در صدا و سیما فعالیت می‌کرد. او آبان ۱۴۰۱، همراه با گسترش سرکوب اعتراضات برای همیشه از صدا و سیما خداحافظی کرد.

## زندگی
داوود عابدی، مجری و گزارشگر باتجربه صدا و سیما، متولد سال ۱۳۵۴ در محله مجیدیه تهران است و دارای لیسانس رشتهٔ روزنامه‌نگاری دانشگاه صدا و سیما می‌باشد. همسر او المیرا شریفی مقدم، مجری شبکه خبر می‌باشد.
او به همراه همسرش همچنین در شبکه‌های اجتماعی حضور فعالی داشته و دربارهٔ مسائل روز ایران نگاه انتقادی و پرسشگری دارند.

## کناره‌گیری از صداوسیما
۲۹ آبان ۱۴۰۱ در حالی که قرار بود برنامه‌های ورزشی از جمله برنامه ویژه جام جهانی را تولید و اجرا کند، اعلام کرد: «چطور می‌توان با این همه آه و حسرت و اندوه در هر گوشه از سرزمین نقش مجری خوشحال و پرانرژی در ورزش را ایفا کنم؟ حداقل این‌که من نمی‌توانم».
این مجری پر سابقه رسانه‌ای در ادامه برای «زندگی شایسته و روزهای خوب و شاد بدون خشونت برای زنان و مردان میهن» ابراز امیدواری کرد.